# Antigone (Anouilh)
Antigone, van Jean Anouilh, is een theatertekst uit 1942, die geïnspireerd is op de antieke mythe, maar die ook breekt met de traditie van deze tragedie. Het is een herschrijving van Antigone van Sophocles, dat werd opgevoerd in de 5e eeuw v.Chr. In deze tragedie veroordeelt koning Kreon zijn nichtje Antigone ter dood omdat ze het lichaam van haar broer op een eervolle wijze heeft begraven terwijl dit door Kreon verboden was.
De Antigone van Anouilh werd voor de eerste keer opgevoerd in Parijs op 6 februari 1944, tijdens de bezetting door nazi-Duitsland. Het personage van Antigone symboliseert volgens sommigen het verzet, doordat zij zich afzet tegen de wetten van Kreon, die de macht vertegenwoordigt. Anderzijds brengt het stuk ook een genuanceerder beeld van Kreon zelf dan in het antieke stuk. De psychologie van de machthebber, die belang hecht aan de orde omdat hij chaos als destructief ziet, overstijgt de eenzijdige karakterisering van de antieke tragedie. In dat verband is het wetenswaardig dat Jean Anouilh tijdens de oorlog ook nooit expliciet standpunt heeft ingenomen, noch voor het verzet, noch voor de collaboratie. Deze houding is hem na de oorlog kwalijk genomen.

## Opvoeringen
- Théâtre de l'Atelier (1944)
- National Theatre (1946)
- Old Vic (1949)
- East 74th Street Theater (1959)
- Het Nationale Theater (2024)